# Jakobovits Gyula
Jakobovits Gyula (Paks (Tolna megye), 1809. július 25. – Arad, 1867. március 22.) minorita rendi áldozópap.

## Élete
1829-ben lépett a rendbe s Rozsnyón 1833-ban pappá szenteltetett föl. Aradon több évig káplánkodott és kedvelt egyházi szónok volt.

## Művei
- Szent nefelejcs, melyet az ima és könyörgés napjaiban a kereszt. bölcseség kertjéből szakaszta s a buzgó ker. híveknek idves emlékűl ajánlá. Eger. 1847
- Egyházi beszéd szent István király ünnepén. Szeged, 1850
- Egyházi beszéd, melyet buzgó keresztény hiveknek, különösen tisztelt hallgatóinak szent emlényűl ajánl...az ur 1851. évében, Uo.
- Szent beszéd, melyet tek. Pászthory János cs. kir. nyug. ménesi tiszttartó és szül. Orszáthy Zsófia arany-menyegzőjén elmondott ... Aradon júl. 1. 1855. Arad
- Egyházi beszéd, melyet Arad-Gája külvárosi templom felszentelésére elmondott 1858. máj. 9. Uo. 1858